# Trémolat
Trémolat é uma comuna francesa na região administrativa da Nova Aquitânia, no departamento Dordonha. Estende-se por uma área de 13,89 km². Em 2010 a comuna tinha 650 habitantes (densidade: 46,8 hab./km²).